# Temenis pulchra
Temenis pulchra is een vlinder uit de familie Nymphalidae. De wetenschappelijke naam van de soort is voor het eerst geldig gepubliceerd in 1861 door William Chapman Hewitson.